# Bignonia capreolata
Bignonia capreolata là một loài thực vật có hoa trong họ Chùm ớt. Loài này được L. mô tả khoa học đầu tiên năm 1753.